# Plasa Chișinău, județul Lăpușna
Plasa Chișinău a fost o unitate administrativă subdivizionară de ordin doi din județul Lăpușna (interbelic). În anul 1930 avea în componență 75 localități:
1. Băcioiu
2. Băcioii-Noui
3. Bălăbănești, Criuleni
4. Bălțata
5. Bâc
6. Beliești
7. Brăila
8. Broasca
9. Bubueci
10. Budești
11. Buga
12. Cartușa
13. Cevcari unită la Chișinău
14. Cheltuitor
15. Chetros-Neamț
16. Chetros-Bâc
17. Chirca
18. Cimișeni
19. Cioara
20. Ciocana-Nouăunită la Chișinău
21. Ciocana-Vecheunită la Colonița
22. Ciopleni
23. Cojușna
24. Colonița
25. Corjeva
26. Cricova
27. Cruzești
28. Curenii Noui
29. Dănceni
30. Drăsliceni
31. Durlești
32. Fundul-Togatin
33. Ghidighici
34. Goiana-Nouă
35. Goiana-Veche
36. Grătiești
37. Grușeva
38. Hatmana
39. Holboca
40. Humuleștii-Mici
41. Ialoveni
42. Logănești
43. Malcoci
44. Maximeni
45. Magdacești
46. Mălăești
47. Mereni
48. Mereni-Gară
49. Micăuți
50. Milești-Mici
51. Movileni
52. Negrești
53. Nimoreni
54. Otavasca
55. Petricica
56. Petrosu
57. Puhoi
58. Rădeni
59. Revaca
60. Roșcani
61. Sahaidac
62. Sângera
63. Sireți
64. Sociteni
65. Străvcenii-Noui
66. Suruceni
67. Togatin
68. Trăisteni
69. Trușeni
70. Vadu-lui-Vodă
71. Valea-Coloniței
72. Valea-Paladi
73. Valea-Satului
74. Văratic, Ialoveni
75. Zămoși